# Kriechsohle

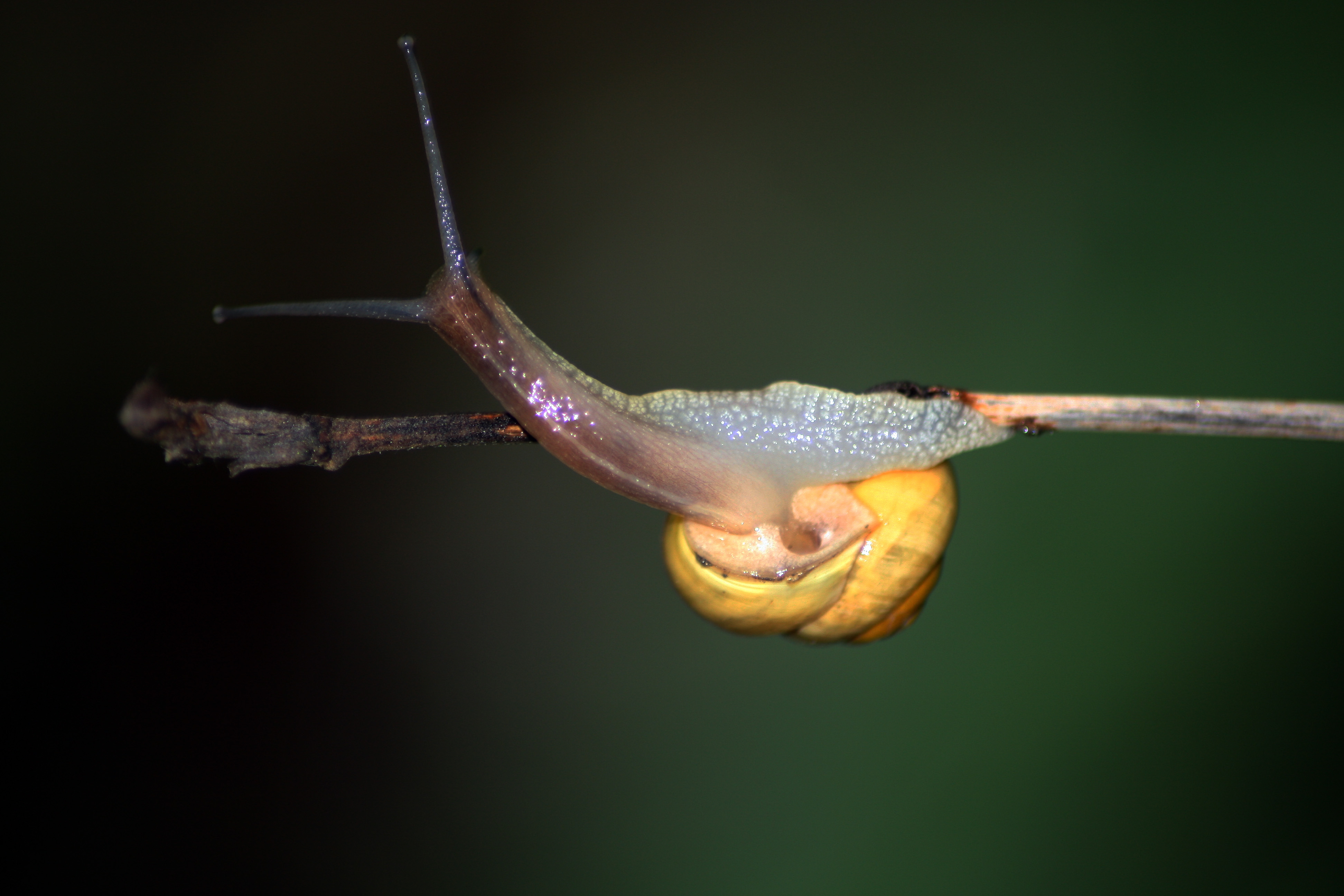
Die helle Kriechsohle einer Hain-Bänderschnecke umfasst einen Zweig

Die Kriechsohle (Trivium) ist der untere Teil verschiedener Wirbellose, die an Land leben. Sie wird zur Fortbewegung genutzt.

## Kriechsohle bei Mollusken
Die Kriechsohle vieler Weichtiere, die auch Mollusken genannt werden, hat ein Hydrosklett, das heißt eine straffe Haut durch starken Innendruck. Dieses ist sehr beweglich. Durch Muskelbewegungen wird der Körper hinten hochgehoben und nach vorne geschoben. Dies wird segmentweise wie eine Wellenbewegung bis zum anderen Körperende durchgeführt, bis dass der ganze Körper eine Stückchen in die gewünschte Richtung bewegt wurde. An scharfkantigen Stellen wird das entsprechende Segment nicht aufgesetzt, sodass eine Schnecke auch über eine Rasierklinge kriechen kann.

### Landschnecken
Bei Landschnecken liegt am Kopfende der Kriechsohle die Mundöffnung mit der Raspelzunge (Radula). Dahinter liegt eine sekretabsondernde Drüse. Deren Schleim erleichtert der Kriechsohle ein Gleiten, bietet gleichzeitig aber auch Schutz. Da eine Schnecke mit Hilfe des Schleims innerhalb des Sohlensaumes einen Unterdruck halten kann, vermag sich eine Schnecke auch auf einer Glasscheibe zu halten.

## Landplanarien

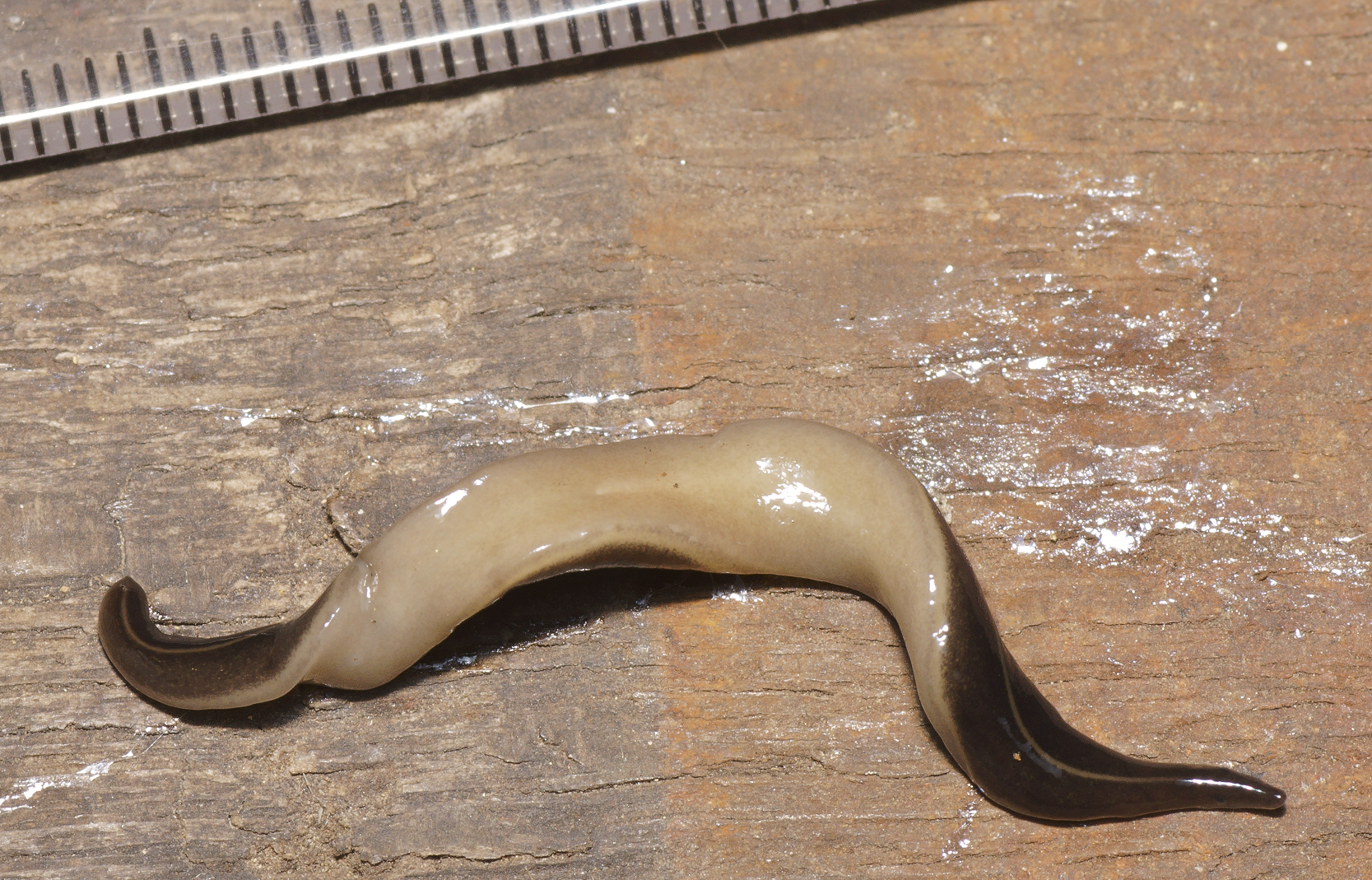
An der Bauchseite von Platydemus manokwari ist die Kriechsohle als blasser Bereich in der Mittellinie der Bauchseite zu erkennen.

Landplanarien besitzen ebenfalls eine Kriechsohle, die einen anderen Aufbau als die Kriechsohle der Weichtiere hat. Hauptsächlich sind wellenförmige Muskelbewegungen für die Fortbewegung zuständig. Die Kriechsohle besteht zusätzlich aus Epidermiszellen mit Zilien, die auch der Fortbewegung dienen. In der Region der Sohle befinden sich viele Drüsen, die Schleim produzieren. Bei einigen Gattungen ist die Kriechsohle reduziert und teilweise nicht vorhanden, so dass das Vorhandensein und die Ausprägung der Kriechsohle zur systematischen Bestimmung genutzt wird.